# Junior Reid
Junior Reid, ursprungligen Delroy Reid, född 3 juni 1965 i Kingston, Jamaica, är en jamaicansk reggae- och dancehallmusiker, mest känd för låtarna "One Blood" och "Funny Man", och som den som ersatte Michael Rose som sångare i Black Uhuru.

## Diskografi (urval)
Soloalbum
- 1985 – Boom-Shack-A-Lack (Greensleeves Records, återugiven 2002)
- 1986 – Firehouse Clash (Live & Learn Records)
- 1990 – One Blood (J.R. Productions)
- 1990 – Progress (Big Life)
- 1991 – Long Road (Cohiba Records)
- 1993 – Big Timer (samlingsalbum, VP Records)
- 1993 – Visa (Greensleeves Records)
- 1995 – Junior Reid & the Bloods (J.R. Productions)
- 1996 – Listen to the Voices (RAS Records)
- 2003 – Rasta Government (J.R. Productions)
- 2005 – Double Top (med Cornell Campbell) (Tamoki Wambesi)
- 2007 – Live in Berkeley (2B1 Records)